# اورنج، نیو ساوت ولز
اورنج، نیو ساوت ولز (انگلیسی: Orange, New South Wales) شهری در ایالت نیو ساوت ولز در کشور استرالیاست.

## نگارخانه

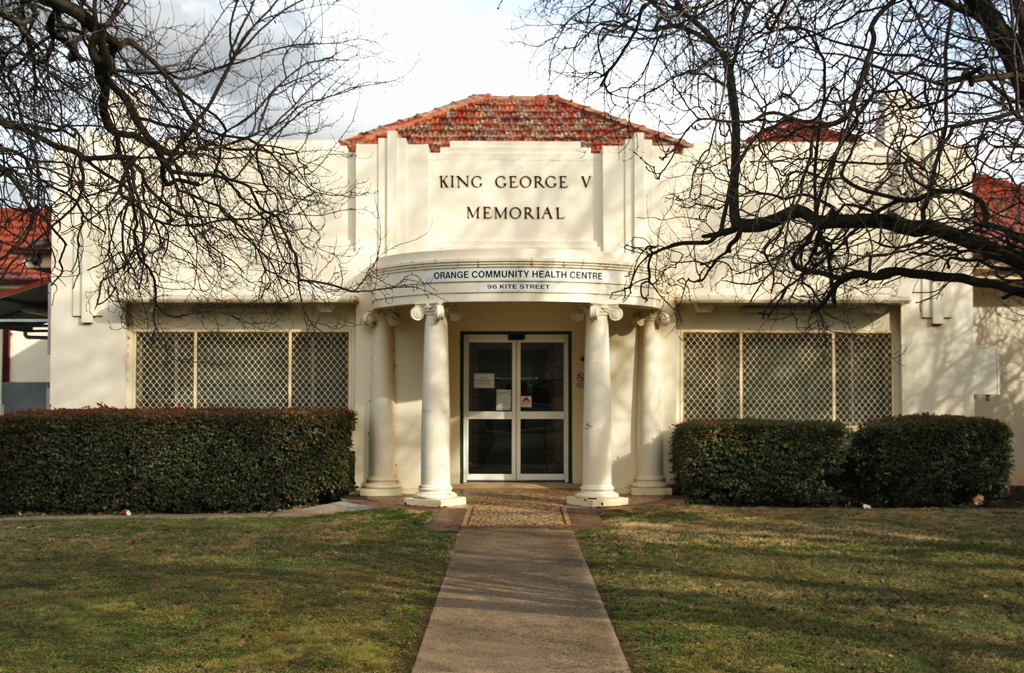
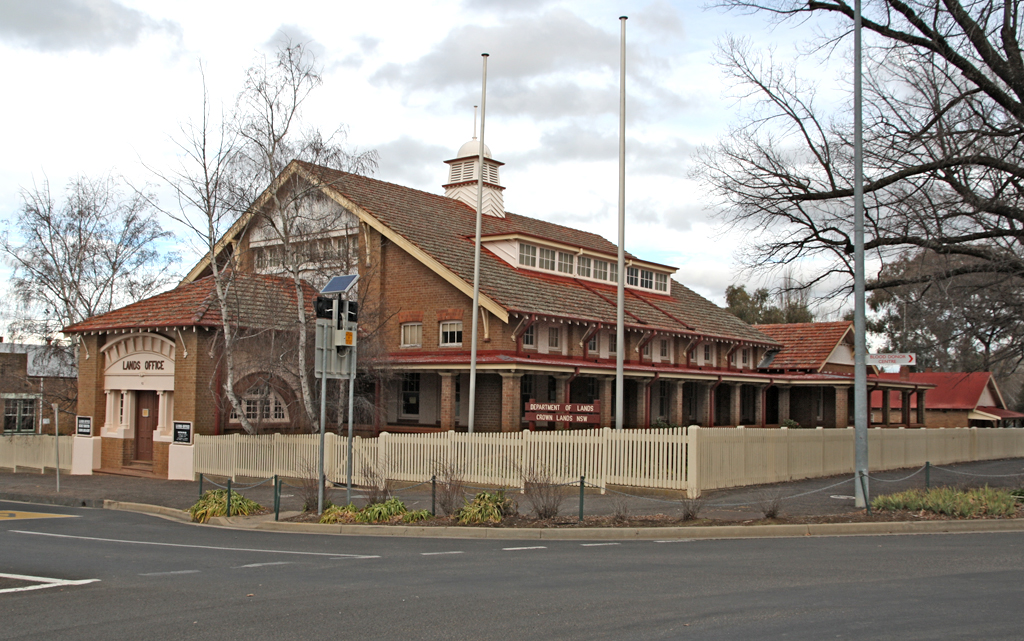
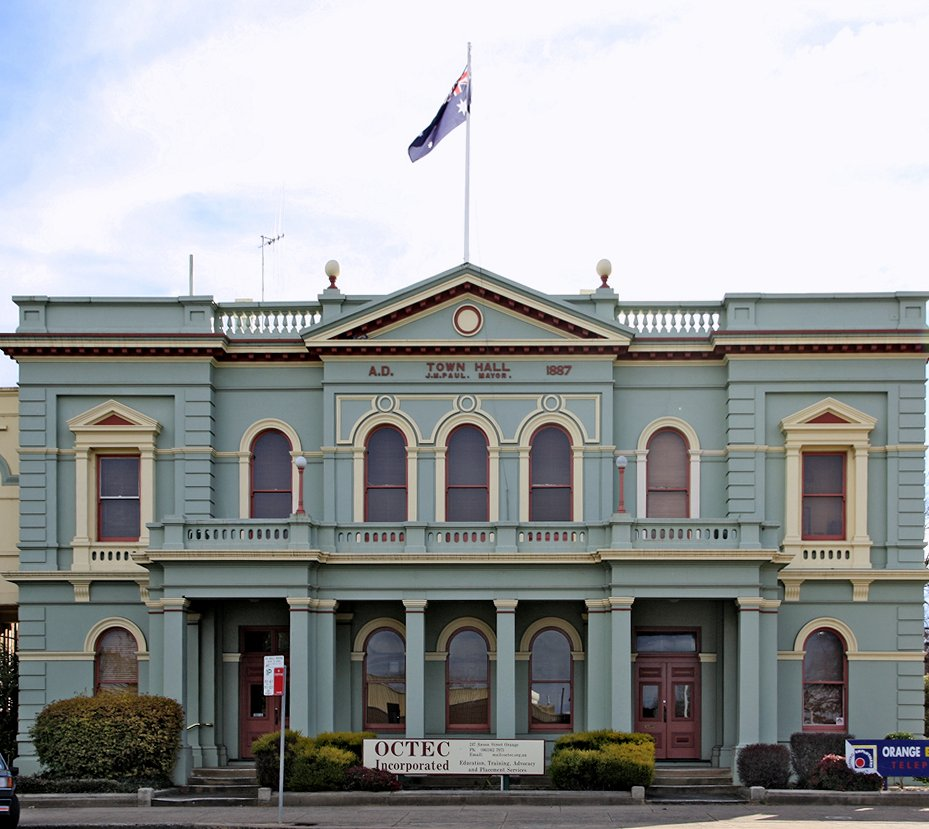
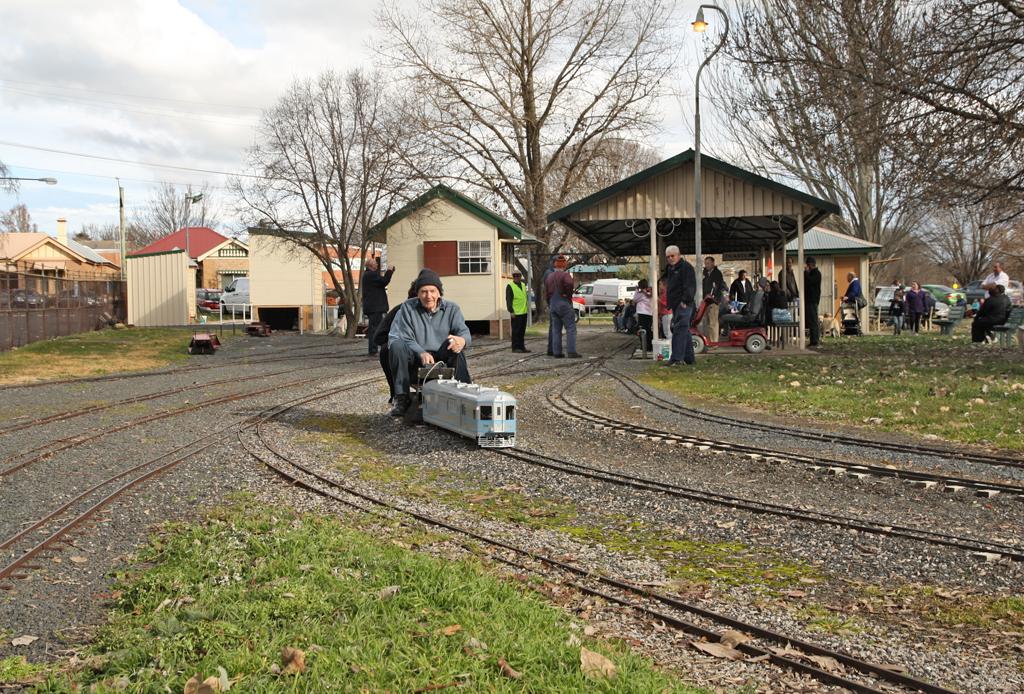
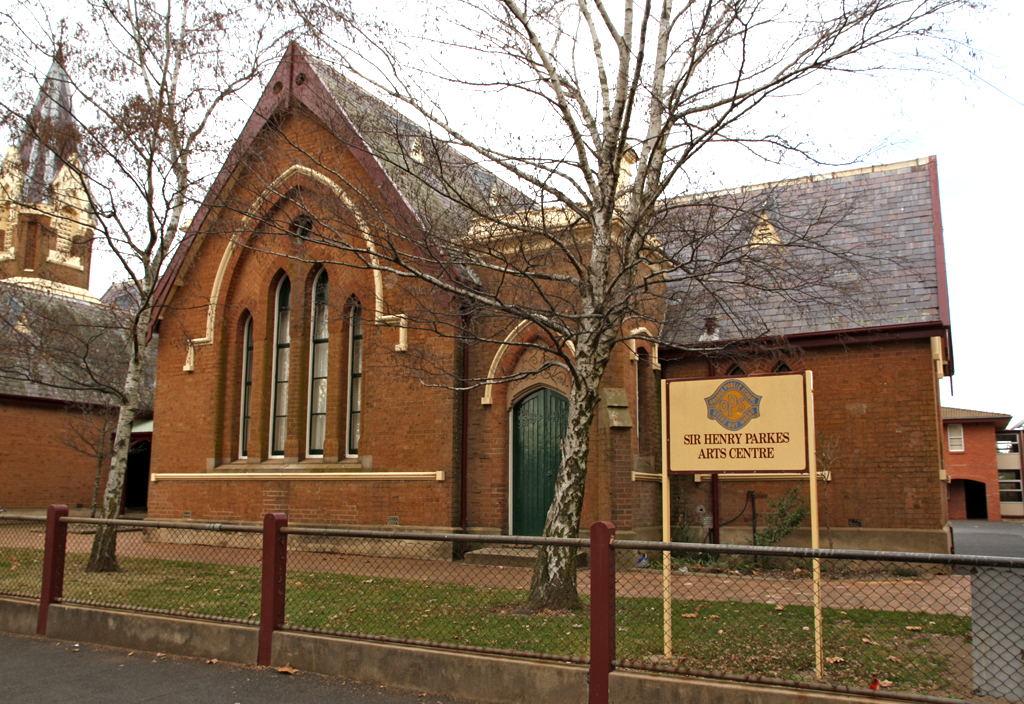
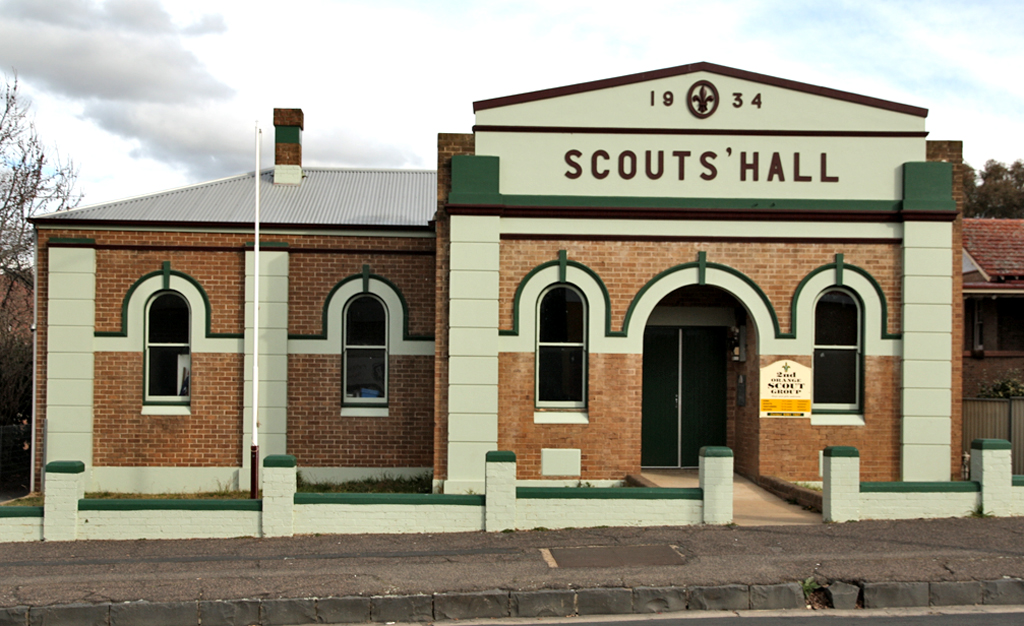
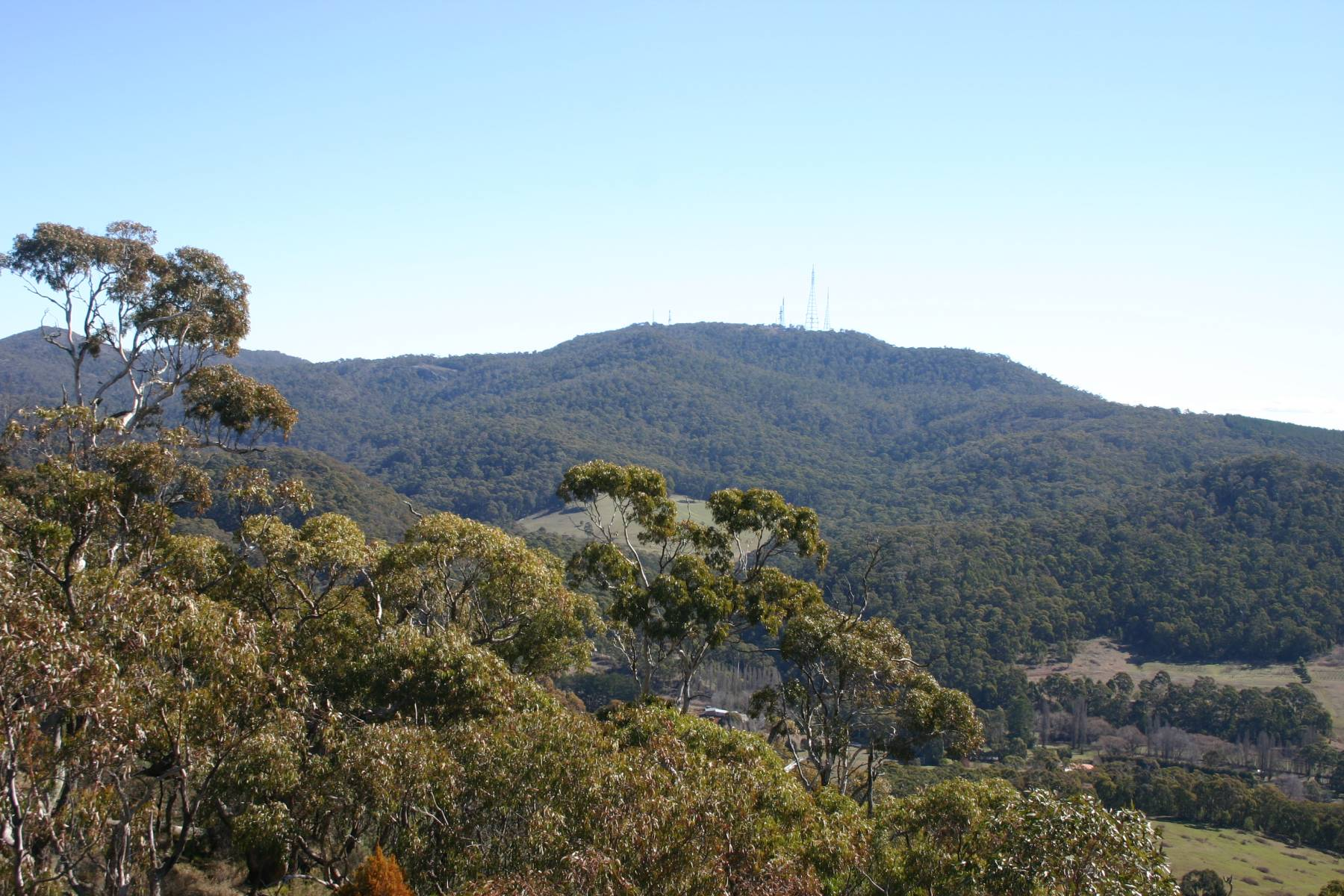
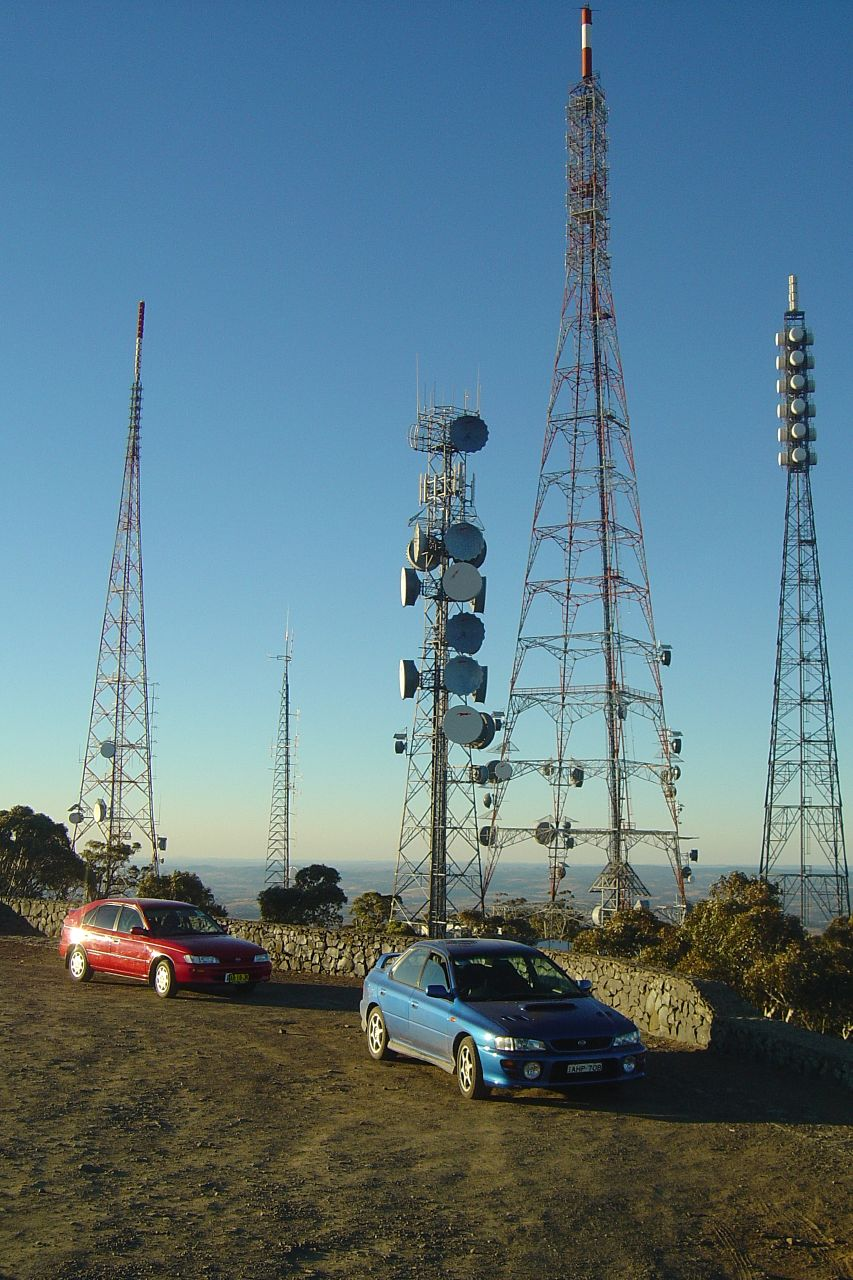